# Syndrome de la corne occipitale
 Mise en garde médicale
Le  syndrome de la corne occipitale  est un trouble du métabolisme du cuivre résultant d’une mutation du gène codant l’enzyme responsable du transport intracellulaire du cuivre. Il s’agit de la forme mineure de la maladie de Menkès.

Le nom de cette maladie vient de l’existence de calcification se situant au niveau de l’insertion occipitale du muscle sterno-cléido-mastoïdien.

## Autres noms
- Cutis laxa liée à l'X

## Cause
Mutation du gène MNK (en) 300011 localisé sur le locus q13.3  du chromosome X codant une protéine transporteuse du cuivre.

## Incidence et prévalence
L’incidence de cette maladie est de 1 enfant sur 100 000 naissances, soit 7 par an en France.

## Description
Les signes de la maladie sont beaucoup plus discrets que ceux de la maladie de Menkès. L’intelligence est dans la majorité des cas conservée.

## Diagnostic

### Clinique
- Laxité des articulations et de la peau
- Diverticule vésical
- Hernie ombilicale ou inguinale
- Anomalies vasculaires
- Anomalies subtiles du tonus musculaires

### Biologie
- Concentration basse du cuivre et de la céruléoplasmine mais moins importante que dans la maladie de Menkès.
- Étude du métabolisme du cuivre par culture de fibroblaste.

### Génétique
- Plusieurs techniques génétiques permettent de mettre en évidence une mutation  (80 % des cas) ou une délétion (20 %) des cas.

## Conseil génétique

### Mode de transmission
Transmission récessive liée à l'X

### Diagnostic prénatal
Si la mutation parentale est connue, le diagnostic prénatal est possible.

## Sources
- Page spécifique sur Orphanet
- (en) Online Mendelian Inheritance in Man, OMIM (TM). Johns Hopkins University, Baltimore, MD. MIM Number: 304150
- (en) GeneTests: Medical Genetics Information Resource (database online). Copyright, University of Washington, Seattle. 1993-2005